# 五十鈴
五十铃汽车株式会社/五十铃自动车株式会社（日语：／ isuzu jidōsha */?）是一家日本汽車製造公司，前稱石川島自動車製造所，總公司位於日本神奈川县横滨市，近新高島站，製造與組裝則設廠於日本神奈川縣藤澤市、栃木縣及北海道，以生產商用車輛、巴士以及柴油內燃機著名。
提供海外乘用車，為D-max/Mu-max。

## 現行車款
- 貨車
  - D-Max/TF-系列
  - ELF/N-(REWARD)系列(NER)
  - Forward/F-系列
  - Giga/C-系列、E-系列（第二代）
- 巴士
  - Journey（第四代）
  - Erga Mio（第二代）
  - Erga（第二代）
  - Gala Mio（第二代）
  - Gala（第二代）
  - LT134
  - LT434
  - LV434
  - LV452
  - NQR中型巴士

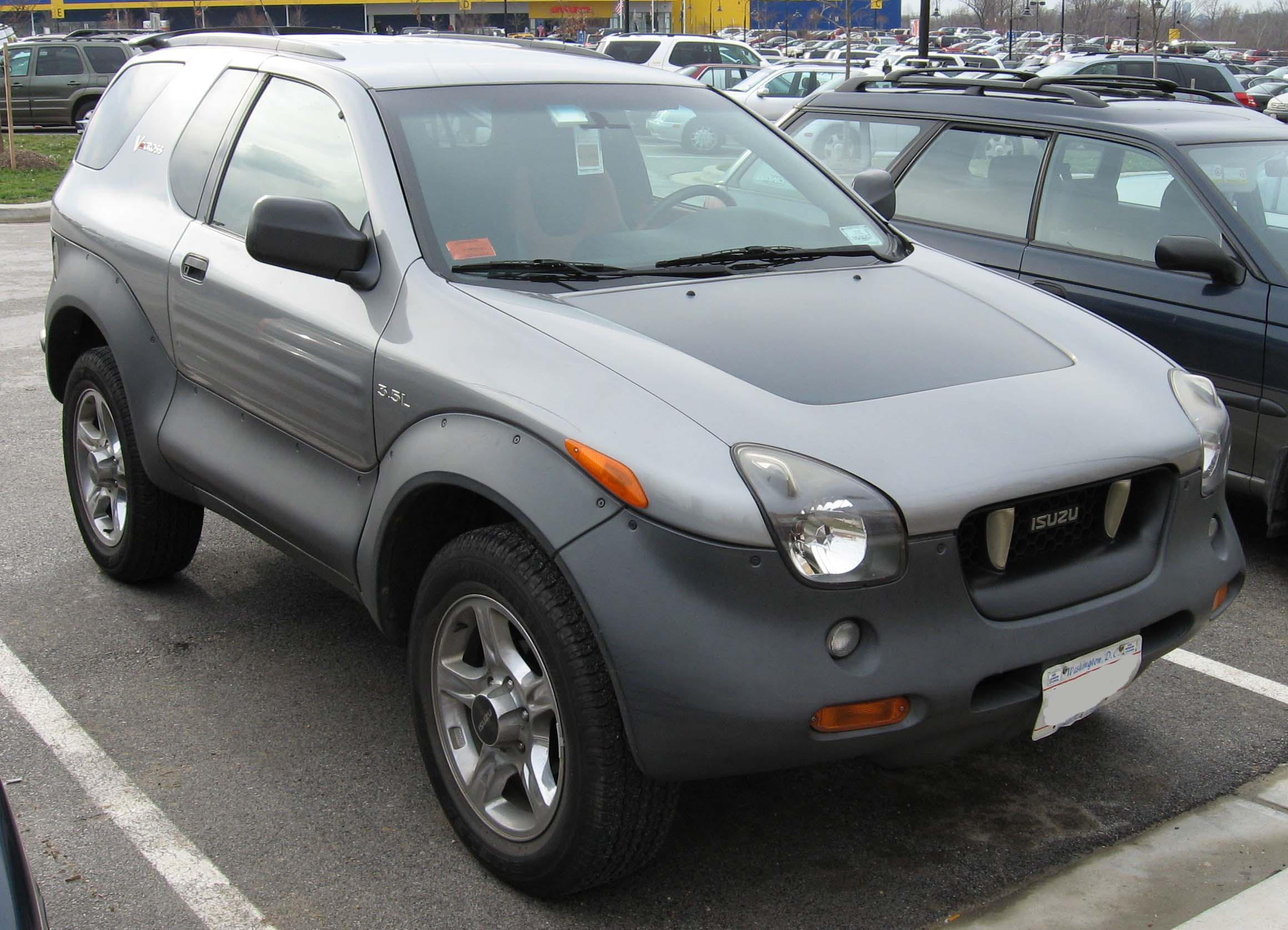
Isuzu VehiCross CUV
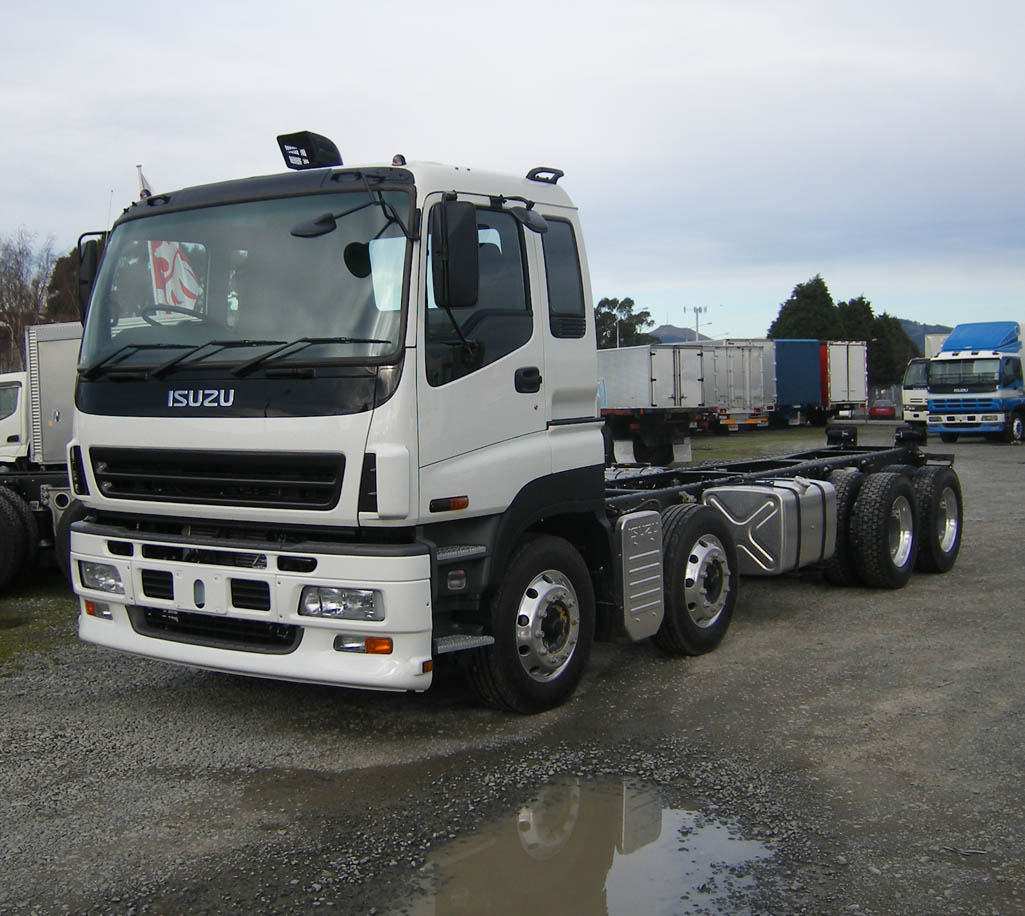
五十铃/ISUZU,C&E Series GIGA型大貨車
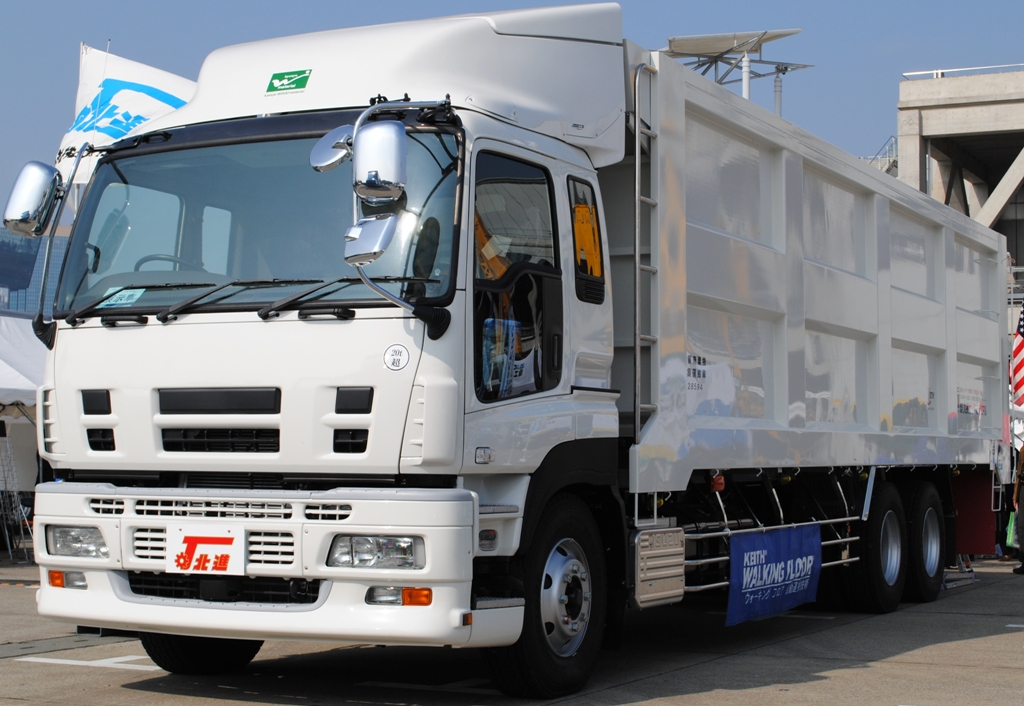
五十铃/ISUZU,C&E Series GIGA型大貨車
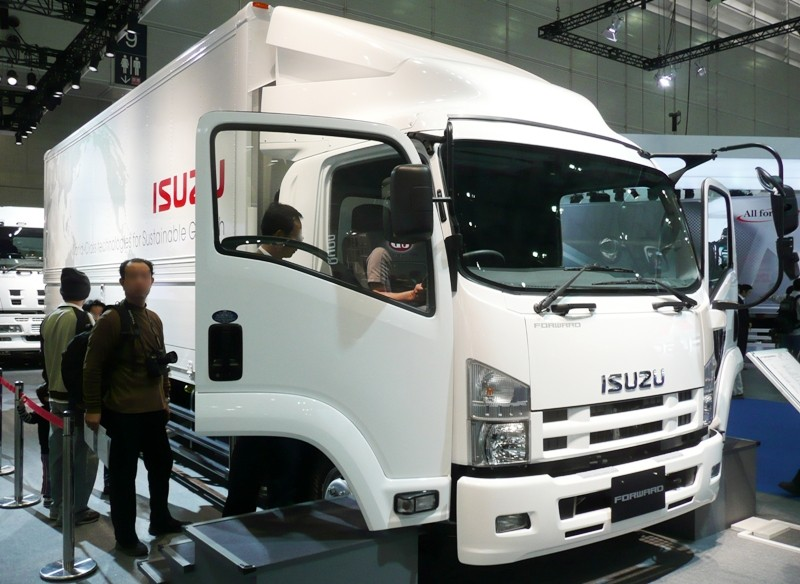
五十铃/ISUZU,F-Series Forward新型中貨車
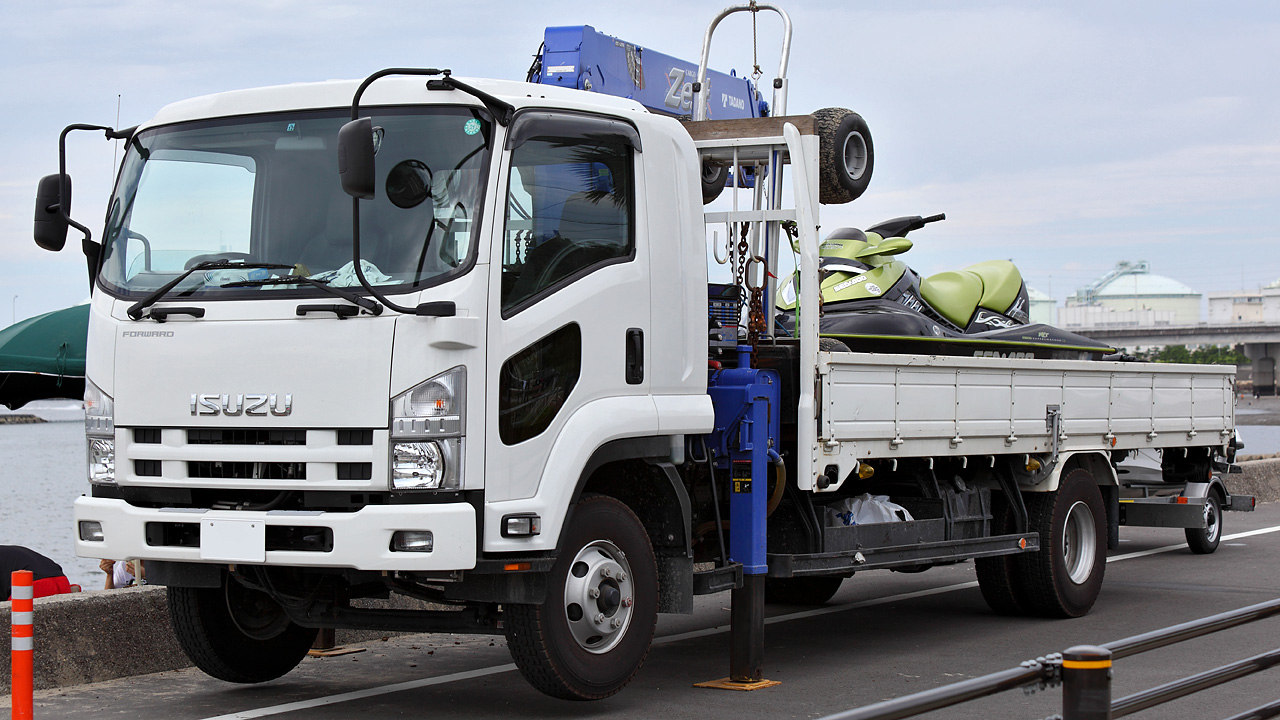
五十铃/ISUZU,F-Series Forward新型中貨車
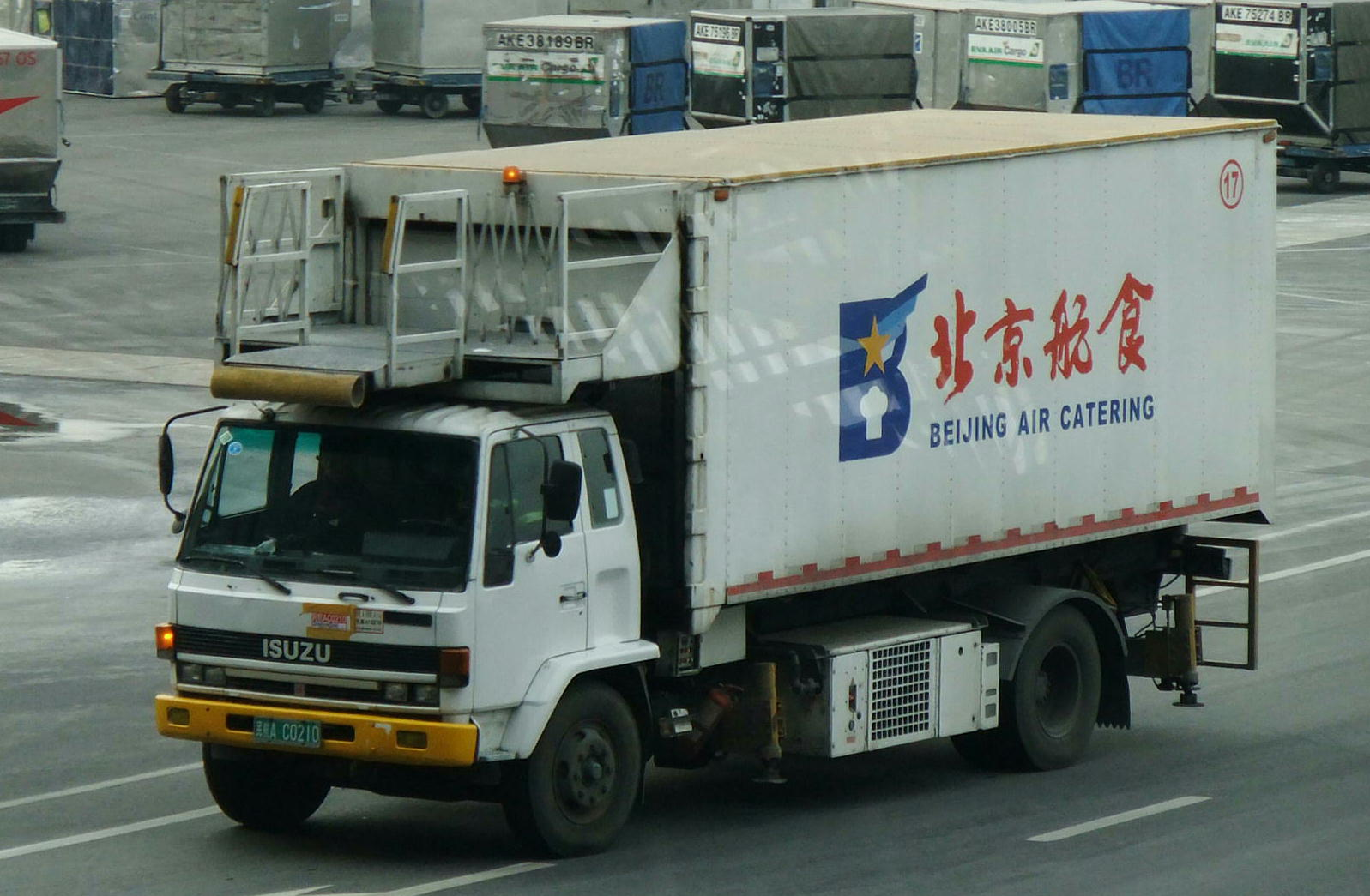
五十铃/ISUZU, Forward型中貨車
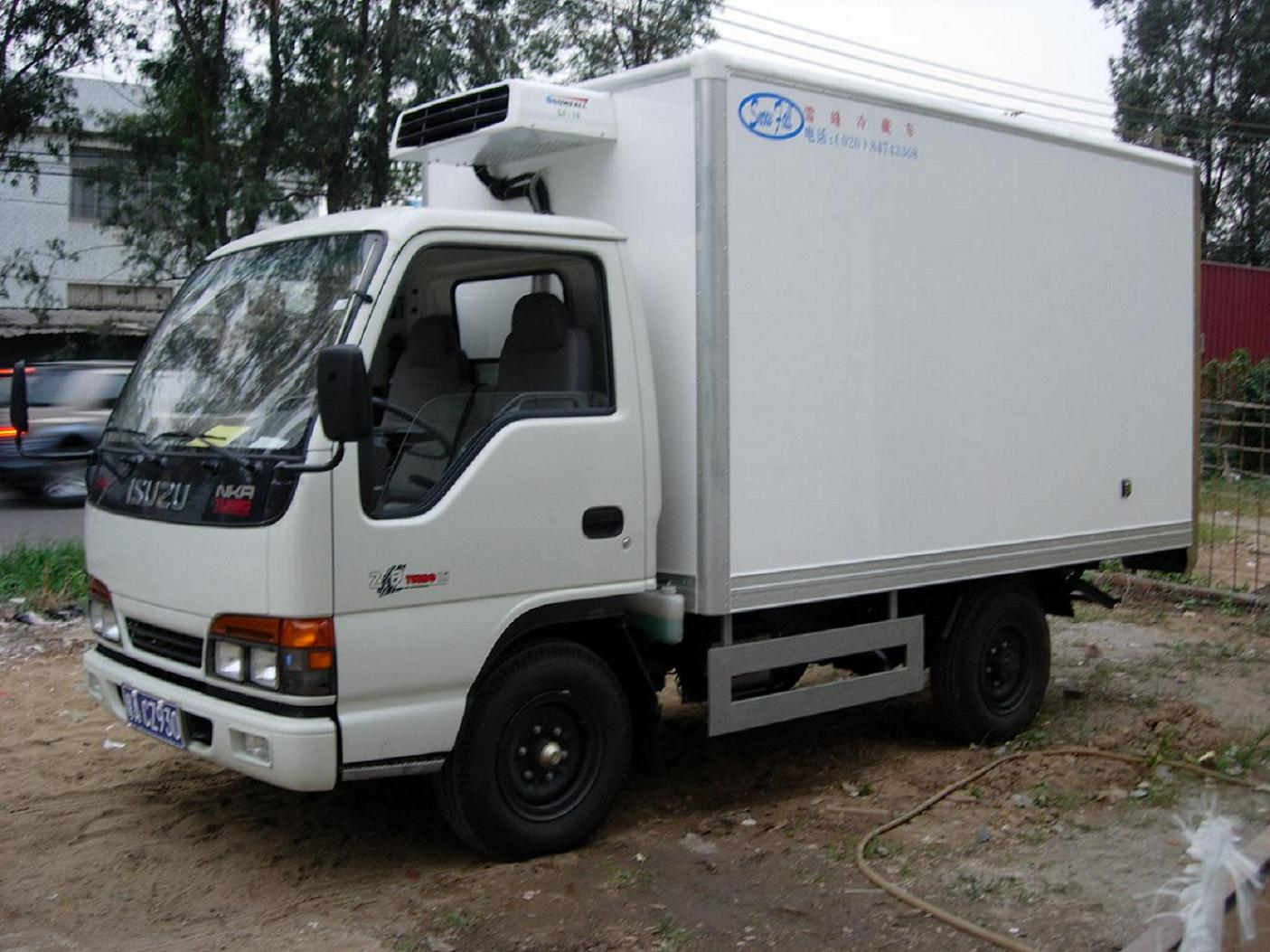
五十鈴3.5噸冷藏小貨車
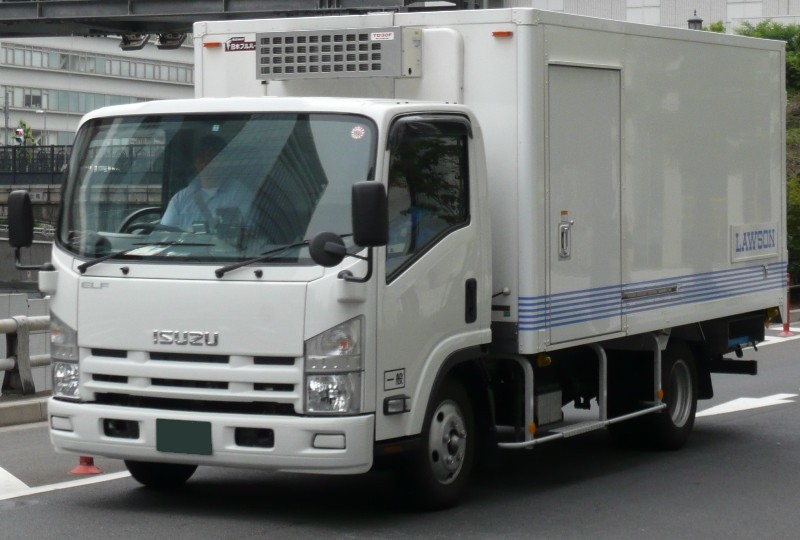
五十铃/ISUZU,N-Series ELF/REWARD新型小貨車
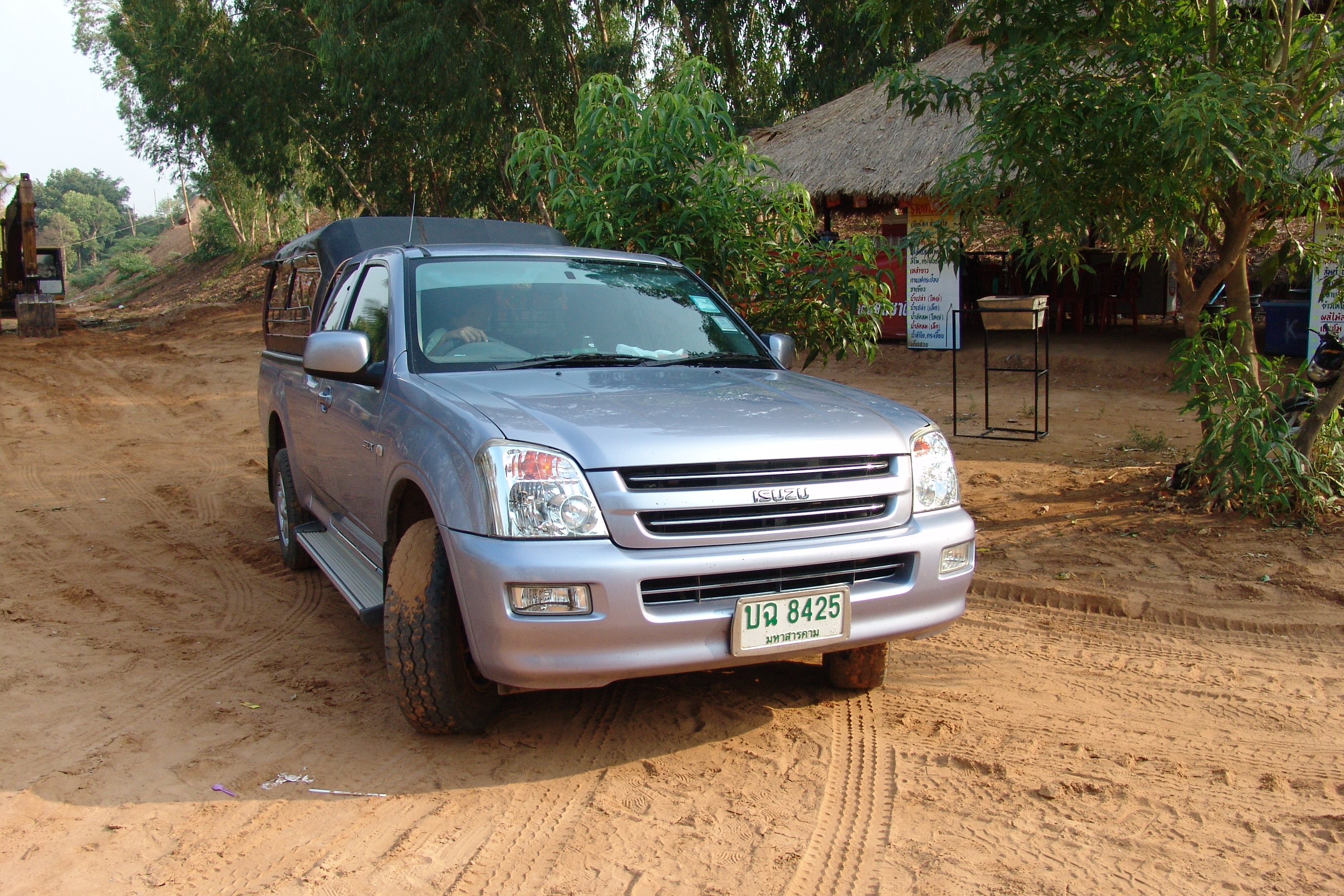
ISUZU D-MAX
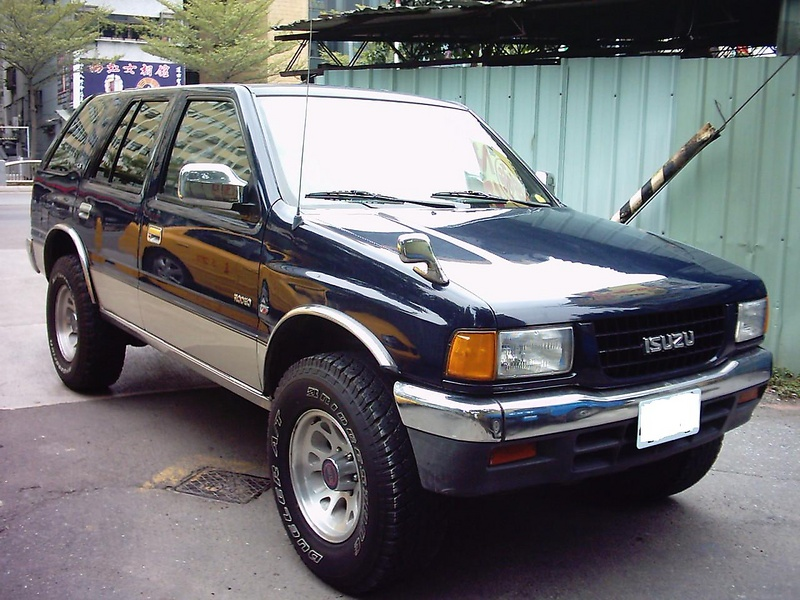
五十鈴Rodeo休旅車
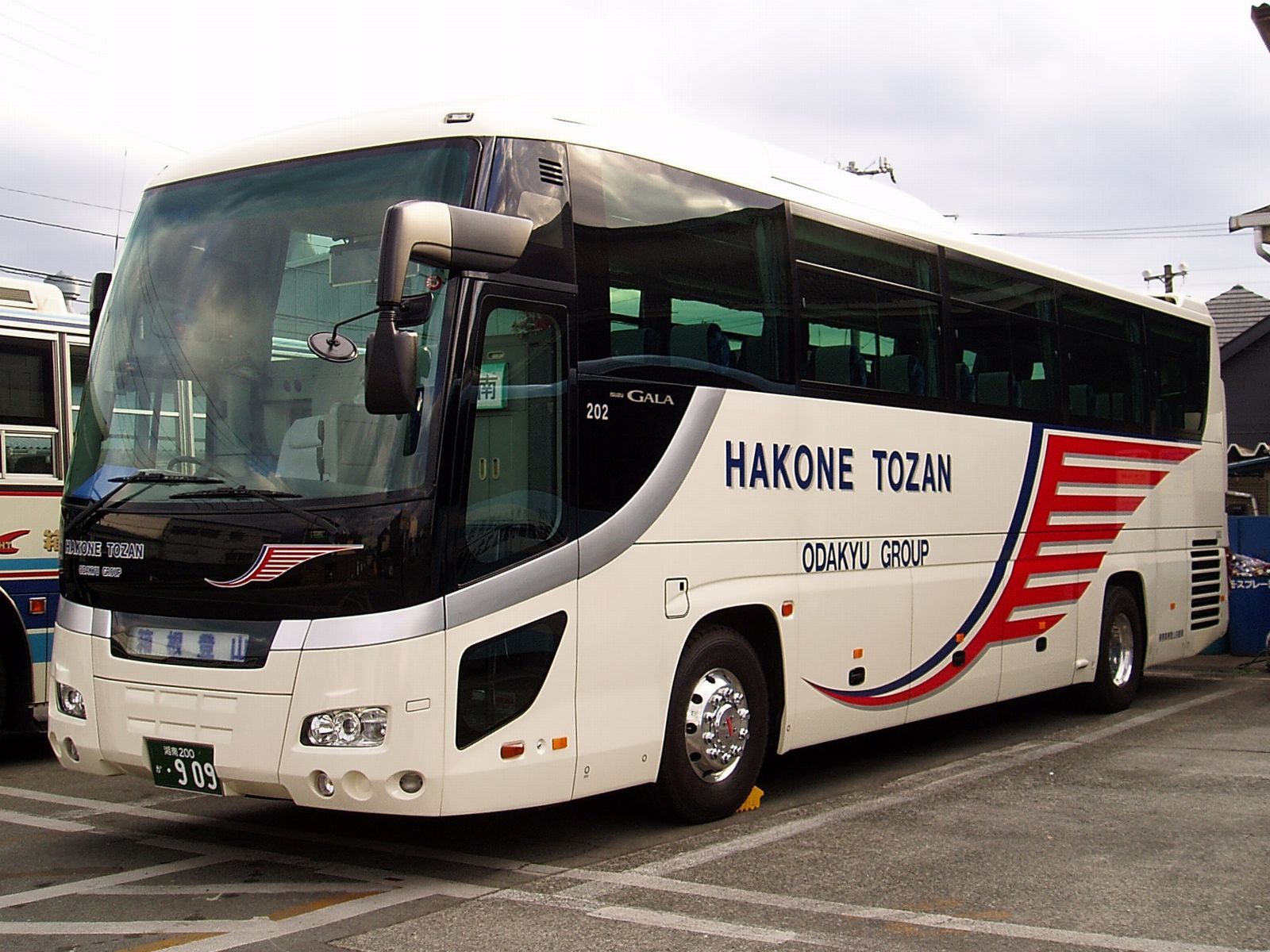
旅游巴士,Gala
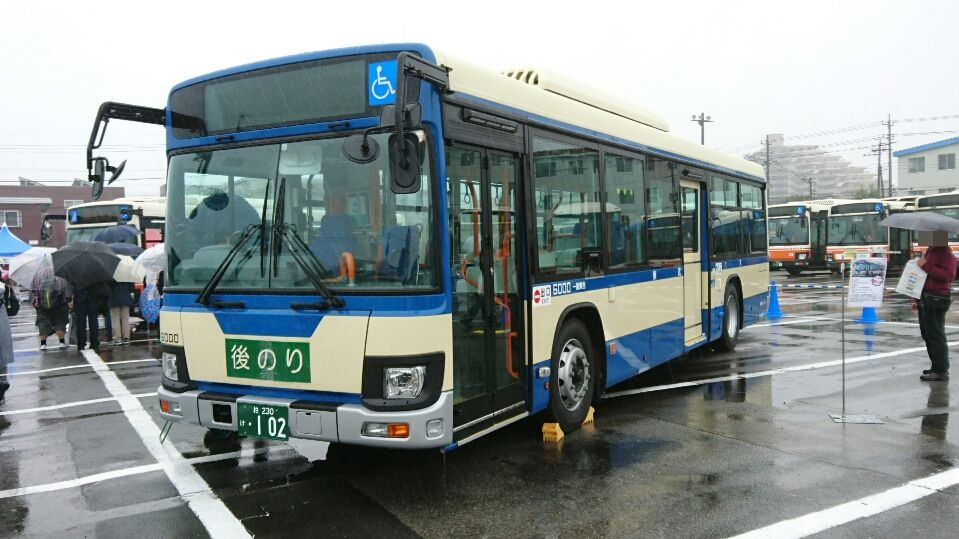
公車,Erga(第二代)
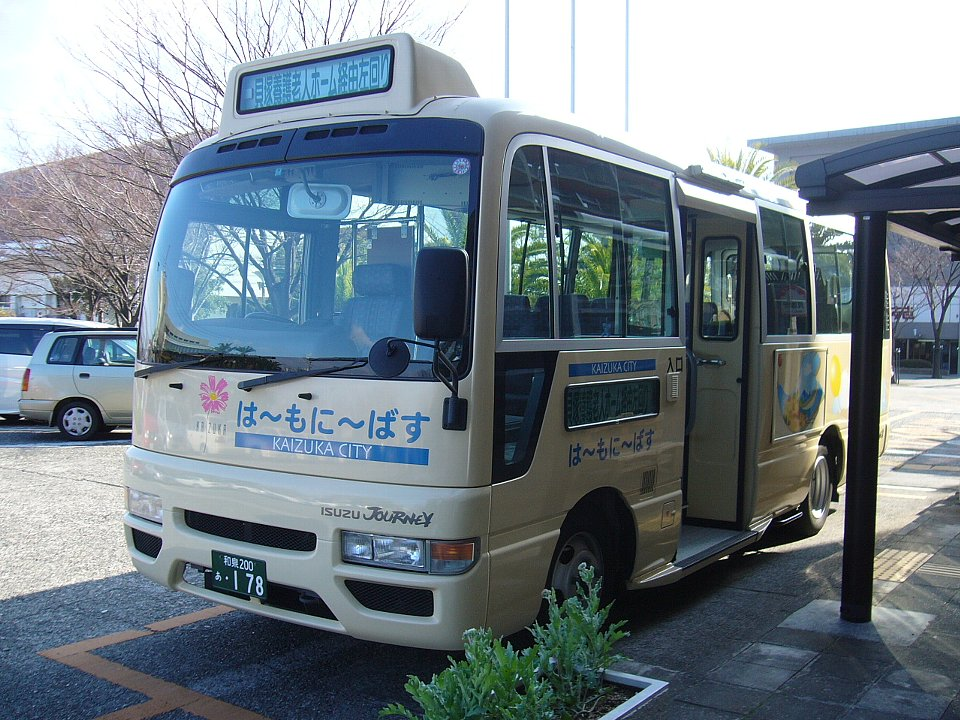
小巴士,Journey(第四代)

## 過去車款
- 乘用車
  - Bellett
  - Gemini
  - Amigo
  - Rodeo
  - Trooper
  - Panther
  - VehiCROSS
- 貨車

- - 810/C-系列、E-系列（第一代）
  - New Power
  - TX
- 巴士
  - BU
  - DBR
  - C系
  - Cubic
  - Erga（第一代）
  - Erga Mio（第一代）
  - Journey J
  - Journey K
  - Journey Q
  - Super Cruiser
  - Gala（第一代）
    - LV723

  - Gala Mio（第一代）
  - CRA/CSA
  - CCM/CDM
  - ECM/EDM
  - JCR500/460
  - MT

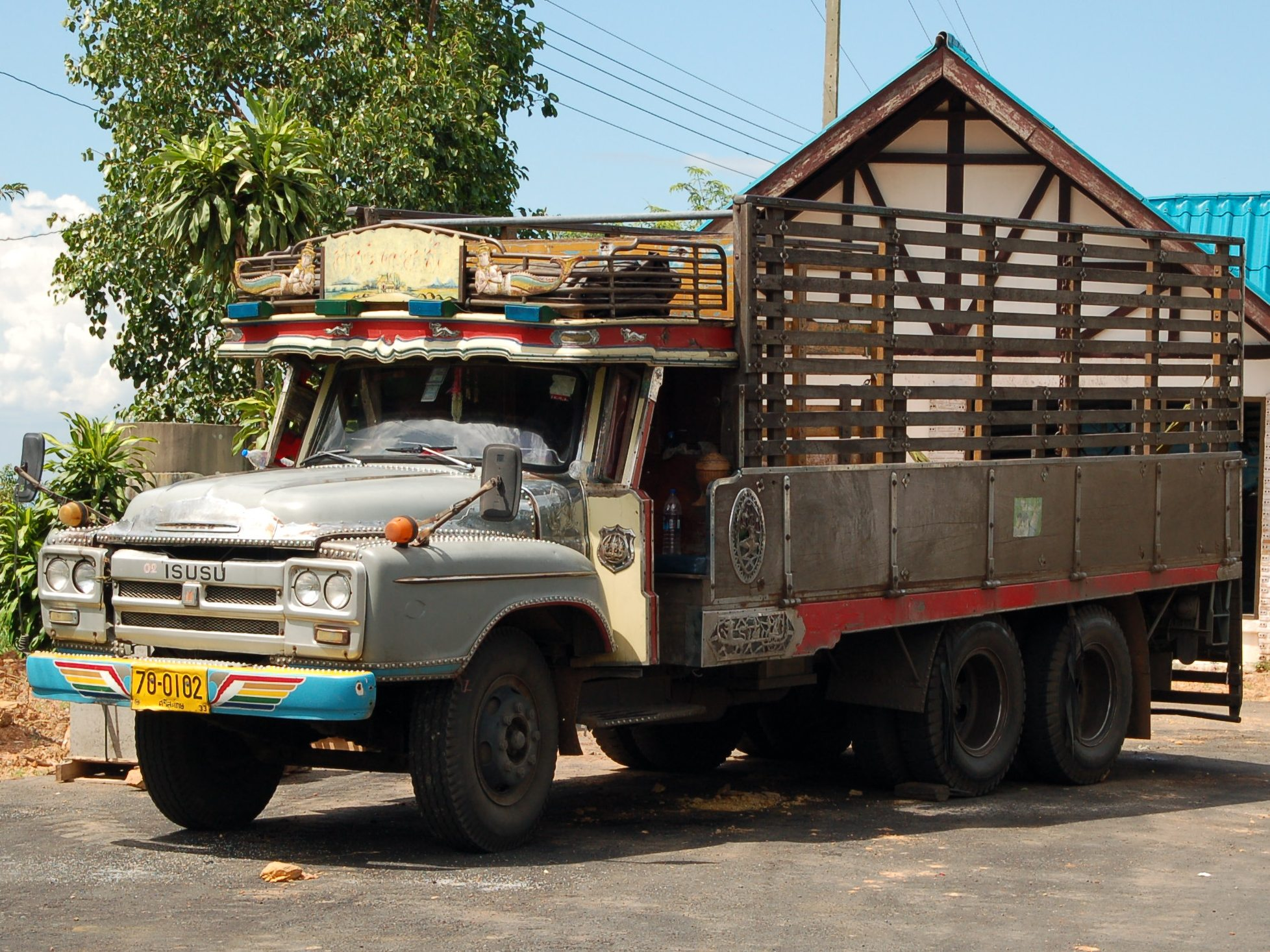
TX

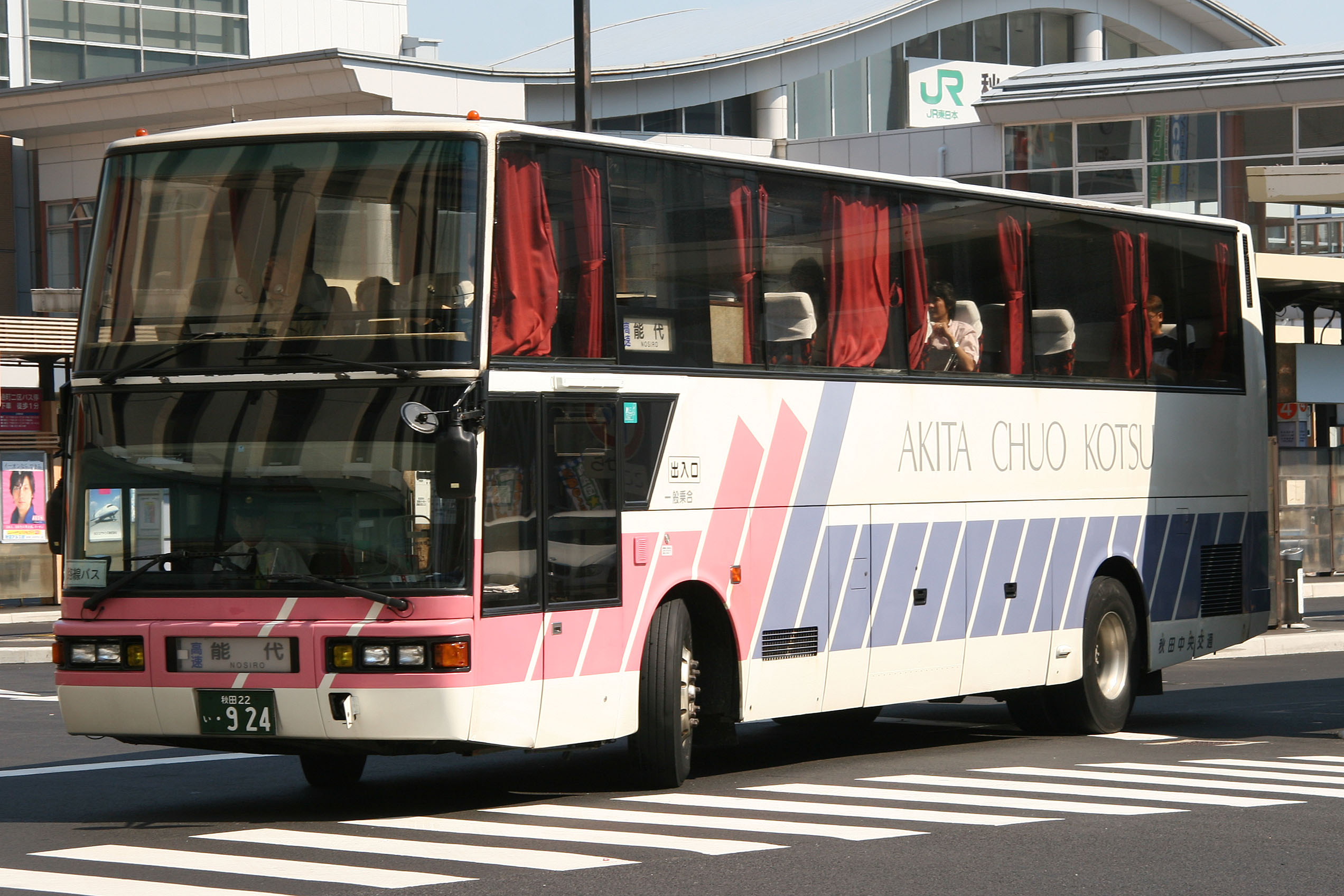
Super Cruiser

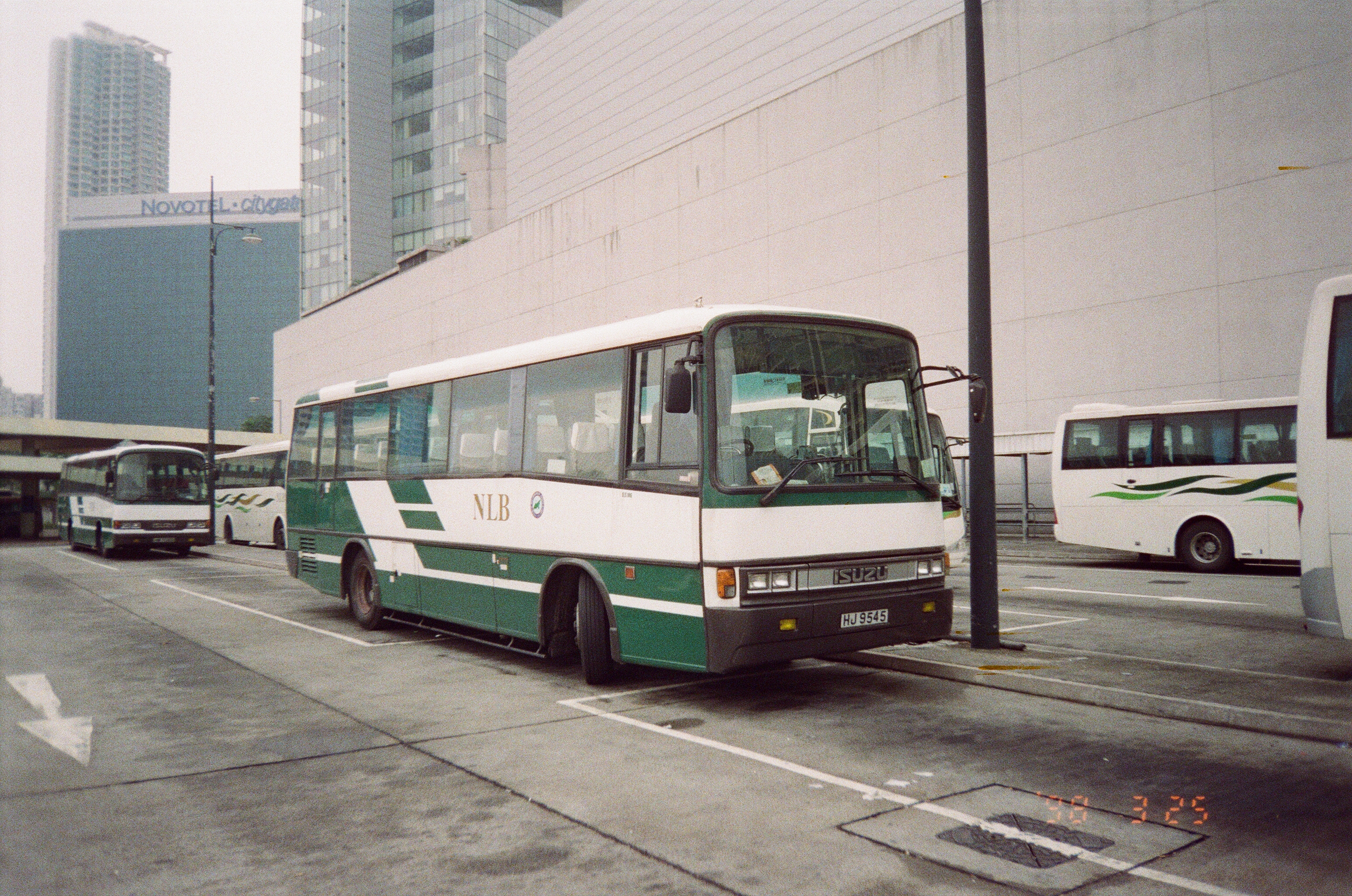
LT132

  - LT112/LT132/LT133/LT134
  - LV423

## 历史
二战期间，五十铃是日本军方重要的军用车輛供应商，生产的型号包括：

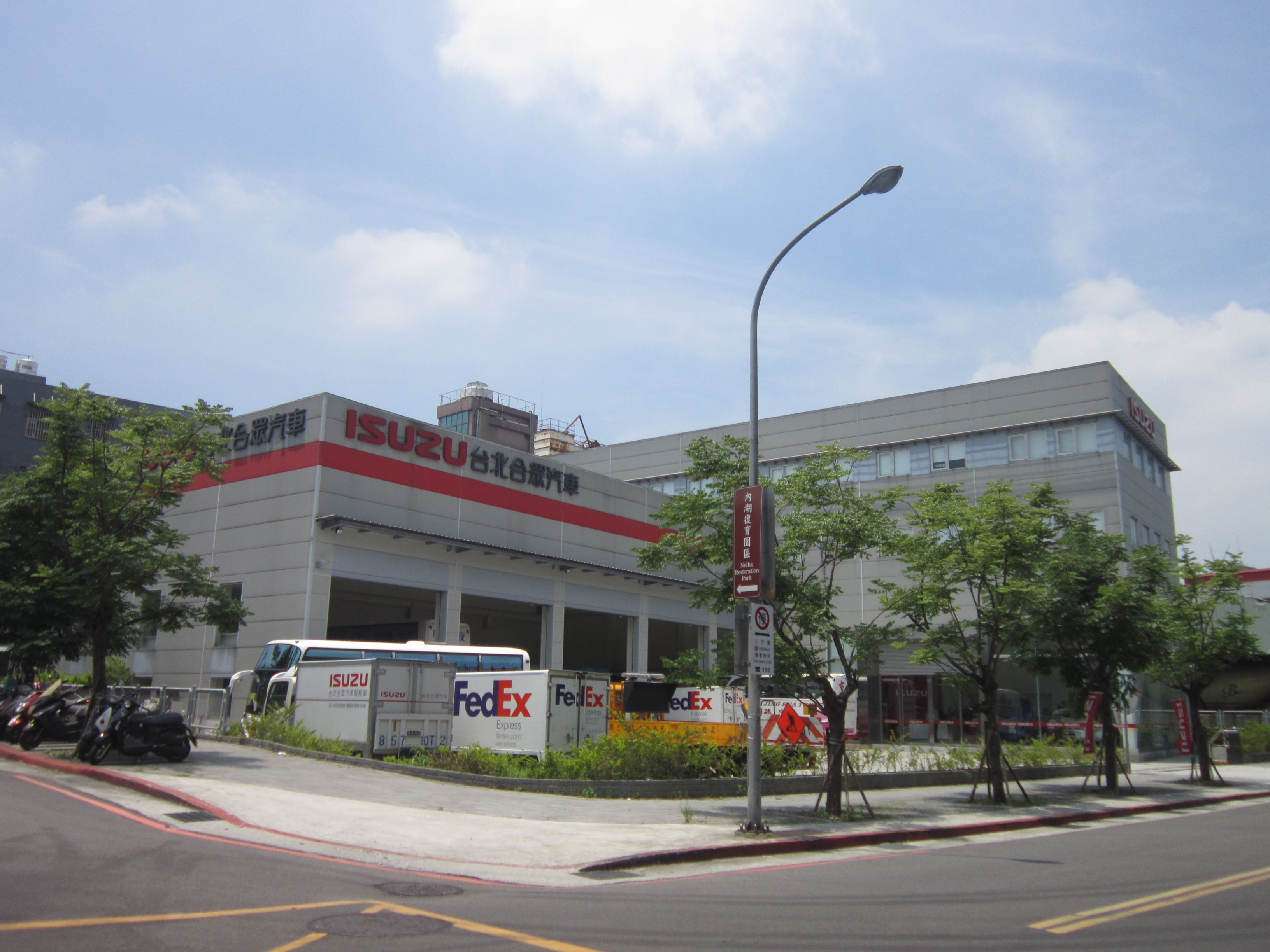
五十鈴汽車在台灣的總經銷商台北合眾汽車位於臺北內湖的營運總部及展售中心

1. Isuzu Hucks Starter 卡车 [來源請求]

2018年8月3日五十鈴宣佈和豐田汽車解除將資本合作關係，豐田汽車將出售持有五十鈴的全部股權，五十鈴將出資800億日圓（7.2億美元）回購所有股權，截至2018年3月底，豐田約持有5.89%五十鈴股權
2019年12月19日，沃爾沃集團以2,500億日圓（23億美元或160億人民幣）出售旗下UD卡車給五十鈴，雙方將結成聯盟，在電動化和自動駕駛等新一代技術上展開合作

## 参看
- 慶鈴汽車

## 外部連結
- Isuzu Motors Ltd.（页面存档备份，存于）
- 五十鈴中國（页面存档备份，存于）
- 五十铃（上海）技贸实业有限公司
- 五十铃汽车工程柴油机（上海）有限公司 （页面存档备份，存于）
- 台北合眾汽車有限公司（页面存档备份，存于）
- 合眾汽車有限公司 （页面存档备份，存于）（Isuzu 香港總代理）
- Isuzu Motors America, Inc.（页面存档备份，存于）
- Isuzu Australia Ltd. （页面存档备份，存于）
- ISUZU Malaysia Sdn. Bhd.（页面存档备份，存于）
- 五十鈴汽車的車迷網站（页面存档备份，存于）